# Jack Torrance
Jack Torrance är huvudpersonen i romanen Varsel från 1977 av Stephen King, och filmatiseringarna av romanen, däribland The Shining (1980). Torrance är en alkoholist som har fått sparken som lärare och är en misslyckad författare. I filmatiseringen från 1980, i regi av Stanley Kubrick, spelade Jack Nicholson Jack Torrance. I miniserien från 1997 spelade Steven Weber Jack Torrance. I filmen Doctor Sleep från 2019 spelade Henry Thomas Jack Torrance.